# Gulf Commercial Bank
Gulf Commercial Bank (en árabe: مصرف الخليج التجاري) es un banco comercial iraquí, con sede en Bagdad. 
El banco posee 12 sucursales en Bagdad, Basora, Nayaf, Kerbala, Diwaniya, Babilonia y Erbil.